# 臧天祿
臧天祿（？—？），山东蓬莱人，清朝政治人物。举人出身。
咸丰九年，擔任廣東廣州府永安縣知縣（現紫金縣知縣）。后由劉典臣接任。